# Schlitterbahn
Schlitterbahn est une chaîne de parcs aquatiques américaine. Schlitterbahn a ouvert son premier parc, Schlitterbahn Waterpark Resort, en 1979, à New Braunfels, au Texas. Depuis, Schlitterbahn a ouverts deux autres parcs au Texas et un dans le Kansas.

## Parcs aquatiques
- Schlitterbahn Waterpark Resort, New Braunfels, Texas, ouvert en 1979
- Schlitterbahn Beach Waterpark, Padre Island, Texas, ouvert en 2001
- Schlitterbahn Galveston Island, Galveston, Texas, ouvert en 2006
- Schlitterbahn Kansas City, Kansas City, Kansas, ouvert en 2007

## Récompenses
Le parc Schlitterbahn Waterpark Resort a reçu le Golden Ticket Awards de meilleur parc aquatique quatorze années de suite et le parc Schlitterbahn Galveston Island a reçu celui de meilleur parc aquatique en intérieur quatre ans de suite.

## Galerie

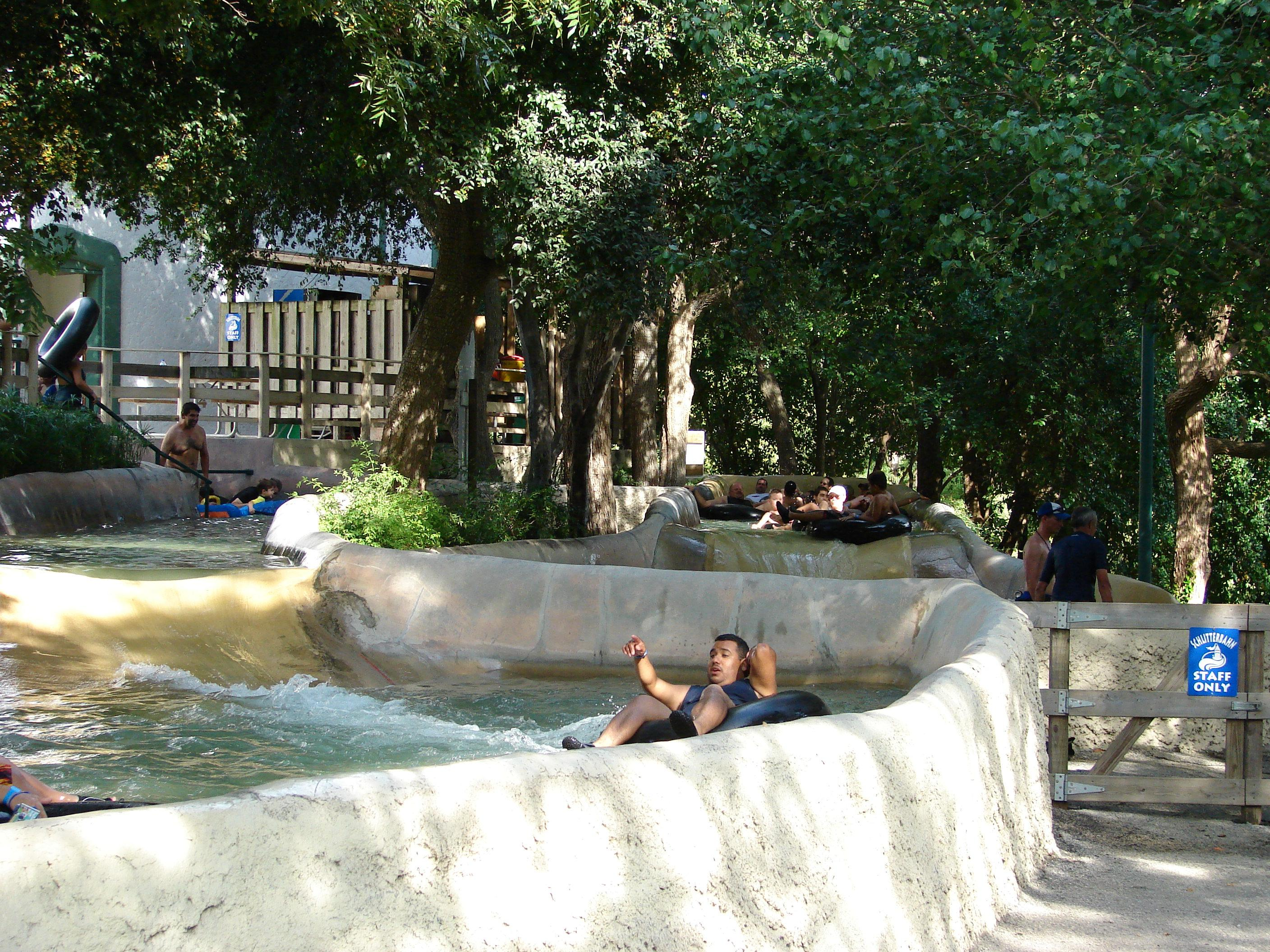
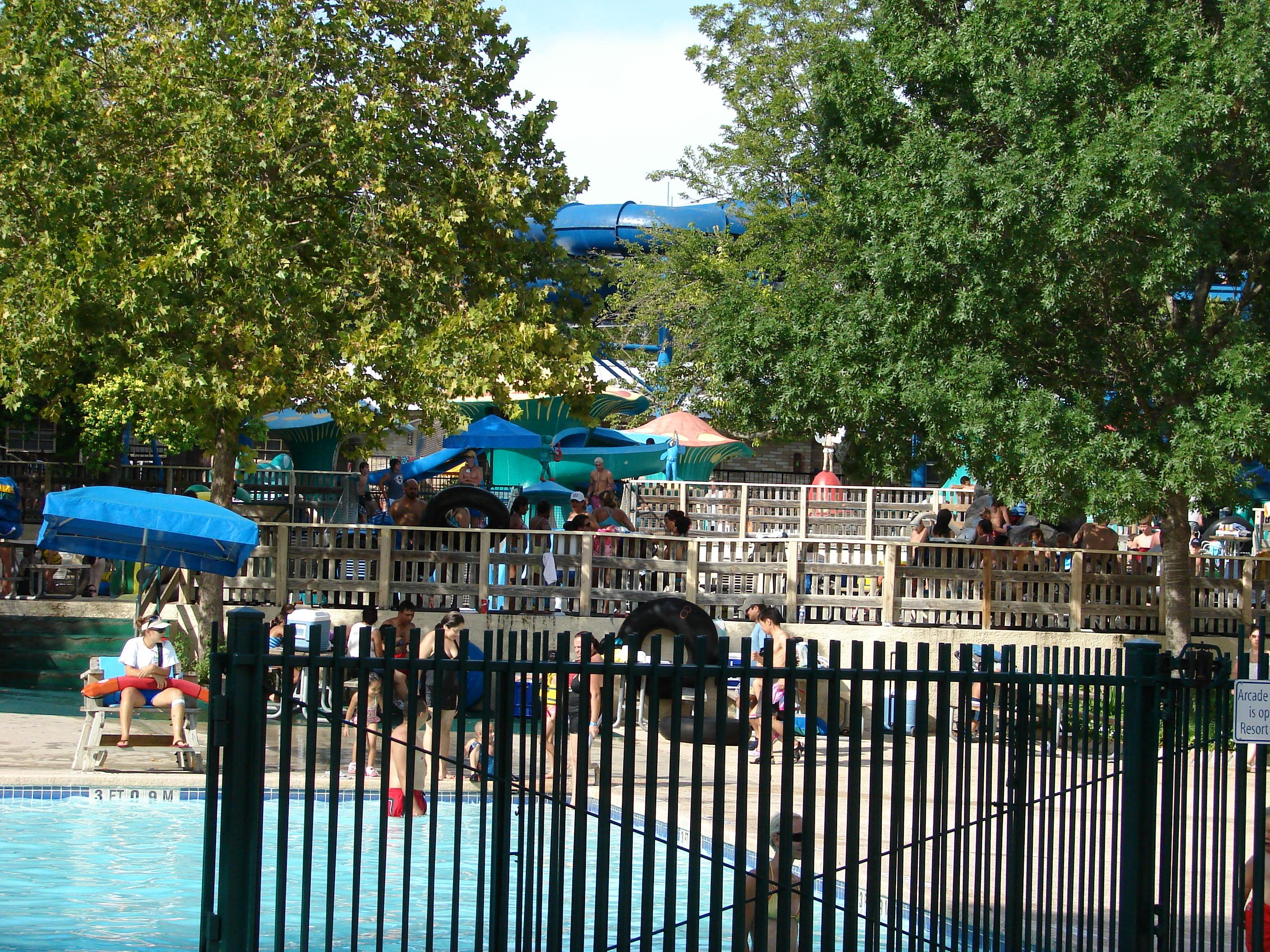
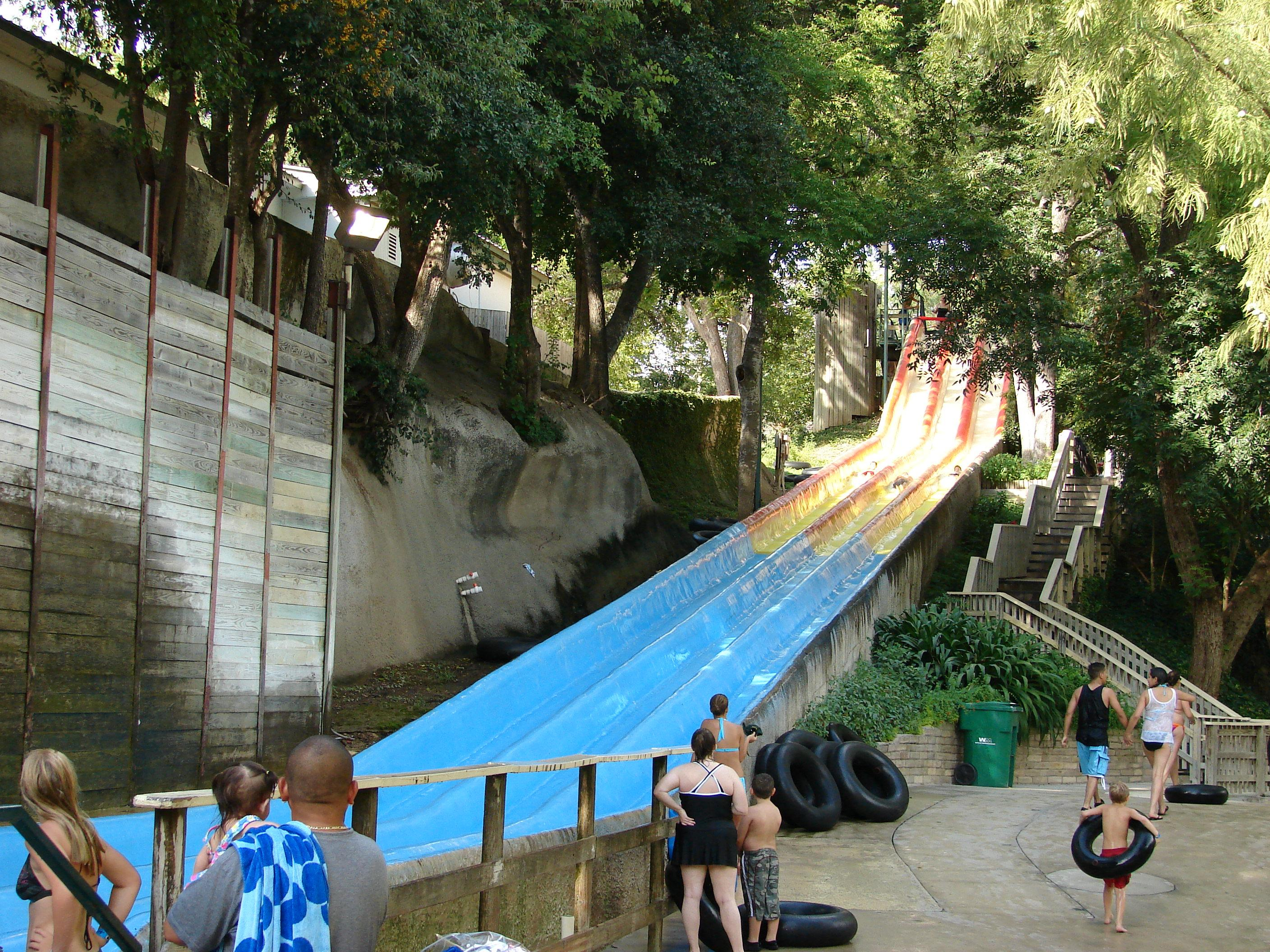
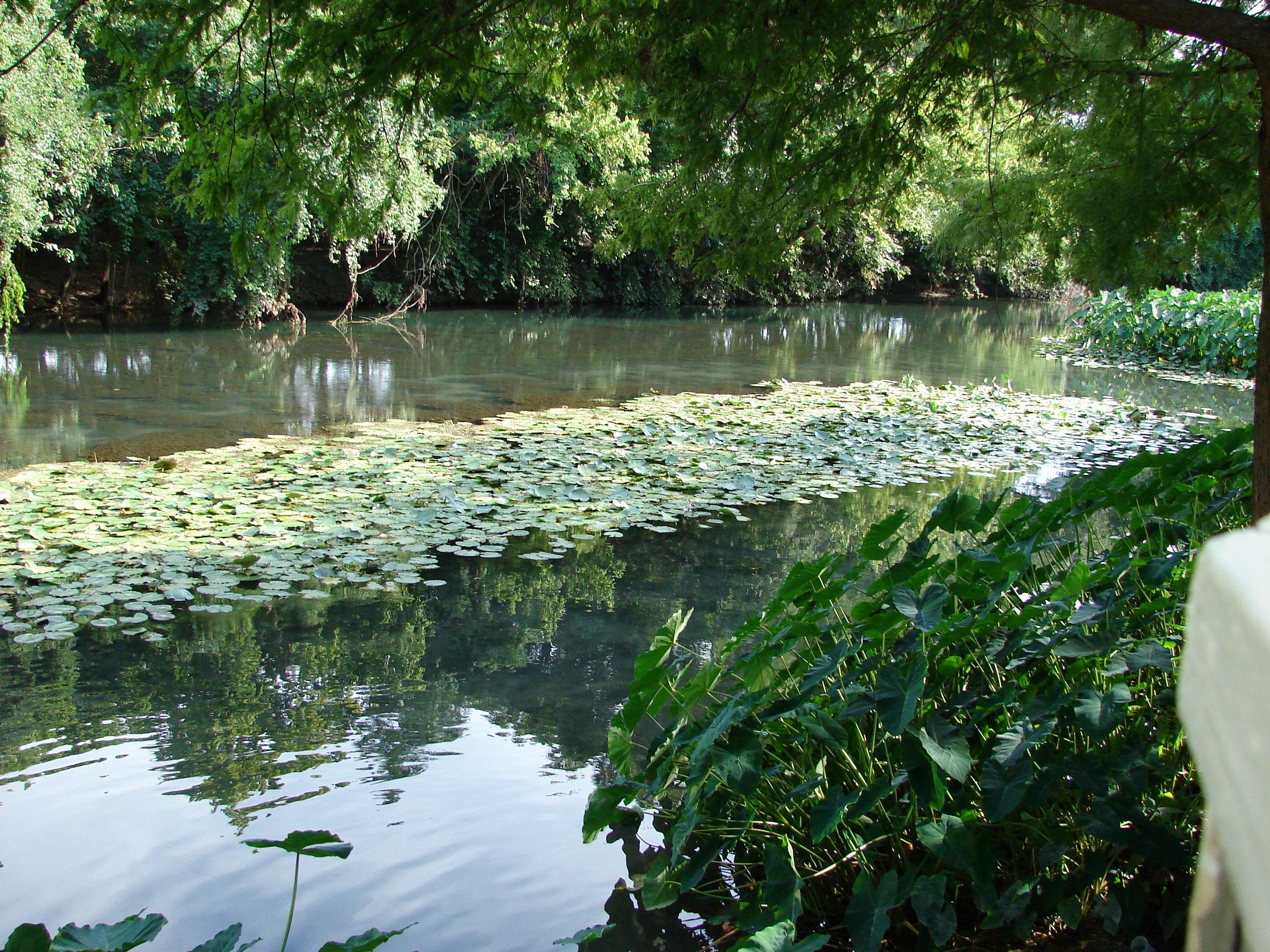
Le Comal en 2006.
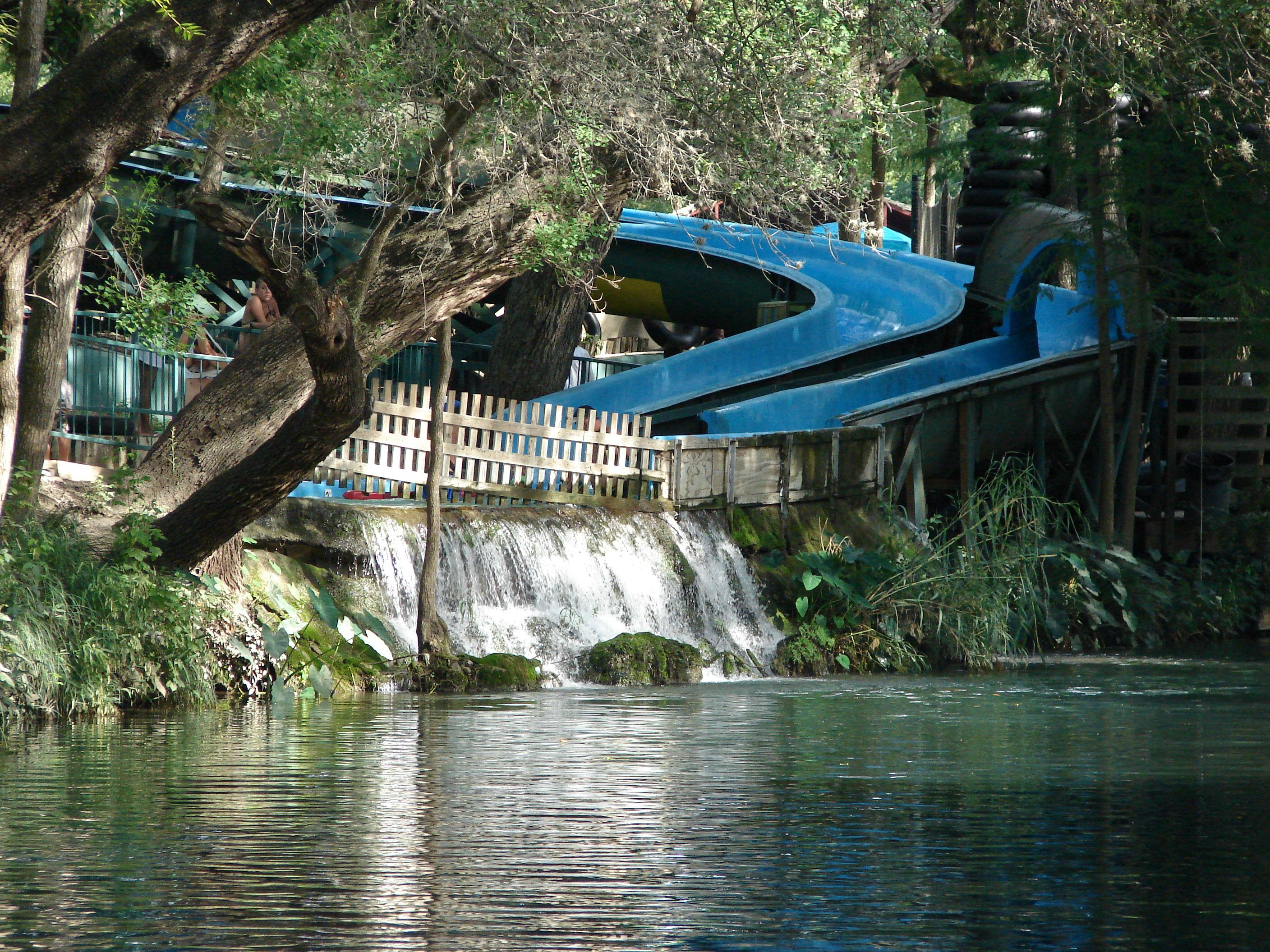
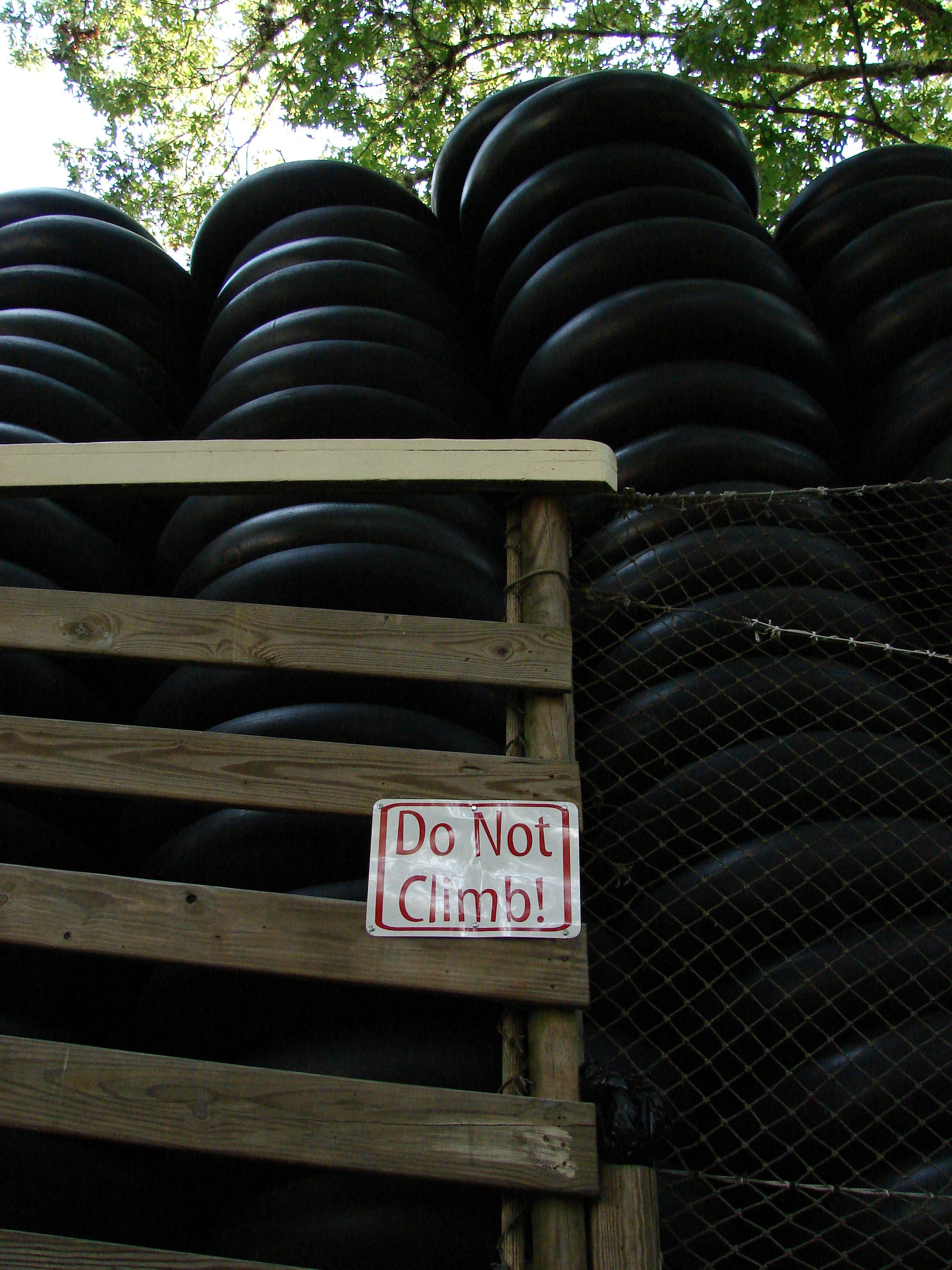
Do Not Climb!